# Oleg Orlov (biologo)
Oleg Petrovič Orlov (in russo Олег Петрович Орлов?; Mosca, 4 aprile 1953) è un attivista, politico e biologo russo, impegnato nei movimenti per i diritti umani post-sovietici in Russia, tra i fondatori e rappresentanti del Memorial Human Rights Center, associazione premiata nel 2022 con il Nobel per la Pace e, fino ad aprile 2024, co-presidente del consiglio direttivo. Ricopre anche la carica di co-presidente di Memorial International, associazione collegata di ricerca storica sui crimini dello stalinismo e del comunismo.
Dal 2004 al 2006 è stato presidente del Consiglio presidenziale della Federazione Russa per lo sviluppo della società civile e delle istituzioni per i diritti umani e anche membro del consiglio consultivo del Commissario presidenziale per i diritti umani nella Federazione Russa, due organi governativi. La svolta autocratica del governo di Putin ha visto Orlov passare nettamente all'opposizione.
Vincitore del premio Sakharov per la libertà di pensiero, assegnato in onore di Andrej Sacharov (2009), è anche membro del consiglio federale del movimento politico dissidente Solidarnost'.
Per aver criticato l'invasione russa dell'Ucraina del 2022 e aver definito il regime russo come "fascista", Orlov è stato condannato a due anni e mezzo di reclusione nel febbraio 2024 per il reato di "discredito delle forze armate" secondo la legge di censura del 2022, ma sei mesi dopo è stato rilasciato in uno scambio di prigionieri con gli Stati Uniti e l'Occidente, ed esiliato.

## Biografia
Oleg Orlov è nato nell'aprile 1953 a Mosca. Suo padre, Pëtr Michajlovič, era ingegnere laureatosi al MEPHI (Moscow Engineer Physical Institute) e sua madre, Svetlana Nikolaevna, laureata alla facoltà filologica della MGU (Moscow State University) e insegnante di scuola. Il nonno di Orlov era un agronomo, mentre il bisnonno un socialdemocratico menscevico che venne esiliato in Siberia.
Il XX Congresso del Partito Comunista dell'Unione Sovietica, che nel 1956 condannò il culto della personalità di Iosif Stalin e rivelò informazioni sui crimini del regime stalinista, ebbe un forte impatto sul padre di Oleg. Da quel momento in poi, secondo Oleg Orlov, suo padre divenne un deciso oppositore del comunismo. Nella cucina del loro appartamento di Mosca molte persone si riunivano spesso per tenere conversazioni politiche, discutere e ascoltare le canzoni dei bardi.
Non essendo riuscito a entrare in MGU al primo tentativo, Oleg Orlov divenne uno studente dell'Accademia agricola Timirjazevskij. Dopo aver completato con successo tre corsi nell'accademia si è trasferito alla facoltà di biologia dell'MGU. Dopo aver terminato gli studi ha lavorato per l'Istituto di Fisiologia Vegetale presso l'Accademia delle Scienze dell'URSS.

### Dissidente sovietico
Nel corso del suo lavoro all'istituto - dopo l'inizio della guerra in Afghanistan nel 1979 - Orlov si è costruito una primitiva fotocopiatrice (ettografo) e per due anni ha affisso volantini politici dedicati alla guerra, alla situazione in Polonia e all'attività del movimento “Solidarność”.

### Orlov e Memorial

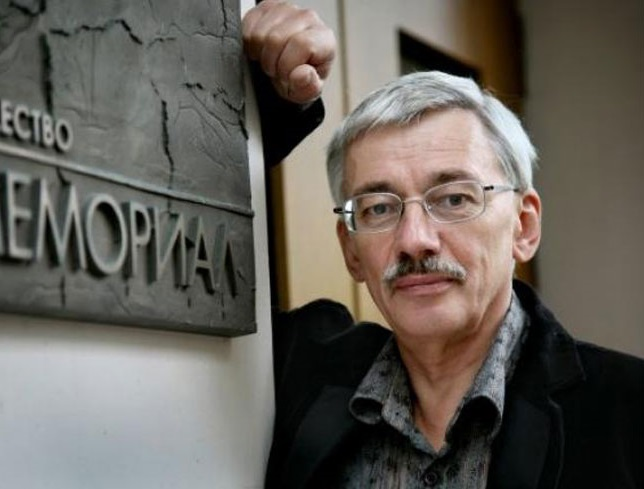
Orlov davanti alla sede di Memorial a Mosca (fotografia pubblicata dall'associazione il 27 febbraio 2024, giorno della condanna di Orlov)

Nel 1988 Orlov è diventato un membro del gruppo "Memorial", nato dopo la svolta di Mikhail Gorbačëv; Memorial è un gruppo dedicato a sostenere la riabilitazione delle vittime della repressione politica in URSS, pubblicizzare i fatti di violazioni di massa dei diritti umani in URSS, istituire monumenti alle vittime della repressione politica, creando un museo e una biblioteca dedicati al tema della repressione politica e della liberazione dei prigionieri politici, e favorire i diritti umani nell'area sovietica.
Successivamente, sulla base dell'originario gruppo di iniziativa, è stata costituita la Società di volontariato storico-educativa "Memorial" di tutta l'Unione. Orlov è diventato il coordinatore del comitato elettivo per "Memorial".  Dal 1988 al 1989 ha partecipato attivamente ai congressi preparatori e fondatori di “Memorial”. Il movimento è stato registrato nel 1991 e in seguito è stato ribattezzato "Memorial" dell'International Historic-Educational Human Rights and Charity Organization. Orlov divenne uno degli amministratori dell'organizzazione.
Nel 1990 Orlov ha partecipato al blocco elettorale "Elections-90" [Vybory-90], è stato il rappresentante autorizzato del difensore dei diritti umani Sergej Kovalëv alle elezioni nel Consiglio Supremo della RSFSR, e dopo la sua elezione ha lavorato nell'amministrazione del Consiglio Supremo dove ha ricoperto la carica di specialista chiave in una commissione per i diritti umani. Orlov si è occupato di leggi riguardanti l'umanizzazione del sistema penitenziario in Russia e la riabilitazione delle vittime della repressione politica. Mentre ricopriva questa posizione, Orlov divenne contemporaneamente presidente del Consiglio per il "Memorial" del Centro per i diritti umani.
Durante il colpo di stato a Mosca nel 1991 Orlov era un difensore della "Casa Bianca russa".

### Hotspot nell'ex URSS e in Cecenia
Dal 1991 al 1994 è stato osservatore delle zone di conflitto in Armenia, Azerbaigian, Tagikistan, Moldavia e del conflitto Inguscezia-Ossezia nel Caucaso settentrionale. È stato anche coautore di molti rapporti per "Memorial".
A partire dal 1994 Orlov, insieme a Kovalëv, che ha ricoperto la carica di presidente del Comitato per i diritti umani sotto il presidente della Russia, ha lavorato nella zona di conflitto militare della Repubblica cecena. Ha incontrato personalmente i leader ceceni Džochar Dudaev e Aslan Maschadov, ha partecipato a negoziati per lo scambio di prigionieri e ha ispezionato ospedali e campi per prigionieri di guerra.
Dall'inizio della seconda guerra cecena nell'ottobre 1999 Orlov ha guidato il lavoro di "Memorial" nel Caucaso settentrionale, dove i rappresentanti del "Memorial" lavorano in Cecenia, Inguscezia, Daghestan, Ossezia settentrionale, Cabardino-Balcaria e territorio di Stavropol'.

#### Ostaggio volontario in Cecenia
Nel giugno 1995 Oleg Orlov, come parte di un gruppo guidato da Sergej Kovalëv, ha partecipato a negoziati con i terroristi, che sotto la direzione di Šamil' Basaev hanno catturato ostaggi nella città di Budënnovsk. Dopo il successo dei negoziati, i membri del gruppo di Sergej Kovalëv (compreso Orlov) sono diventati ostaggi volontari per garantire lo scambio concordato della maggior parte degli ostaggi.
Successivamente, Orlov e il Centro per i diritti umani “Memorial” hanno prestato molta attenzione al problema dei rapimenti nel Caucaso e delle vittime che vivono tra le popolazioni pacifiche della Repubblica cecena, dell'Inguscezia e del Daghestan. Orlov ha anche rifiutato un'offerta di Kovalëv per lavorare nella struttura presidenziale per i diritti umani.

#### Collaborazione con il Consiglio presidenziale
Nel 2004 Orlov è diventato membro del Consiglio del Presidente della Federazione Russa per lo sviluppo della società civile e delle istituzioni per i diritti umani sotto la guida di Ella Pamifilova. Nel 2006 ha lasciato il consiglio in segno di protesta contro un commento fatto dal presidente russo Vladimir Putin sull'omicidio della giornalista Anna Politkovskaja.
Dall'aprile 2004 Orlov è anche membro del Consiglio consultivo del Commissario per i diritti umani nella Federazione Russa.

#### Sequestro in Inguscezia
La notte del 24 novembre 2007, il giorno prima di una protesta a Nazran, capitale dell'Inguscezia, Oleg Orlov e un gruppo di giornalisti televisivi di REN TV furono presi in ostaggio in un hotel da un gruppo armato di persone mascherate, portati fuori e minacciati di morte. Alcuni giornalisti furono picchiati dai terroristi. Gli aggressori hanno rubato apparecchiature video, documenti, telefoni cellulari e oggetti personali a Orlov e ai giornalisti. Un'ora prima dell'attacco, la squadra di pattuglia che sorvegliava l'Hotel Assa ha lasciato il suo posto su ordine dei superiori. L'auto con gli ostaggi non è stata fermata una sola volta lungo il percorso. Oleg Orlov e le altre vittime sono convinti di essere stati aggrediti da agenti dei servizi speciali e che l'attacco stesso sia stato "un atto di intimidazione".

#### Causa con Kadyrov
Nel 2009, Orlov incolpò il presidente ceceno Ramzan Kadyrov, alleato di Putin e accusato di numerose violazioni di diritti, dell'omicidio di Natal'ja Estemirova, dipendente di Memorial, avvenuto in Cecenia nel luglio 2009. Orlov ha sostenuto che Ramzan Kadyrov aveva minacciato Natal'ja e che il presidente Dmitri Medvedev poteva dirsi soddisfatto che Kadyrov venisse imputato del crimine. Orlov ha dichiarato: "Lo so, sono certo di chi sia colpevole dell'assassinio di Natal'ja Ėstemirova, tutti noi ne siamo a conoscenza. Il suo nome è Ramzan Kadyrov." Secondo Orlov, poco prima che Ėstemirova venisse uccisa, Kadyrov le aveva apertamente rivolto delle minacce, dicendo: "Sì, le mie mani sono coperte di sangue fino ai gomiti. Non me ne vergogno. Ho ucciso in passato e continuerò ad uccidere persone malvagie". Kadyrov ha negato ogni suo coinvolgimento nella vicenda e si è impegnato personalmente a portare avanti le indagini. Da parte sua, ha condannato i colpevoli dell'omicidio dicendo che dovranno "essere puniti come i peggiori criminali". In seguito alle accuse formulate da parte di Orlov, Kadyrov ha dichiarato di voler querelare l'associazione attiva in difesa dei diritti umani, rivolgendo le proprie accuse direttamente contro Orlov, sostenendo che il responsabile del delitto era Boris Abramovič Berezovskij. Nurdi Nuchažiev, il difensore civico ceceno, ha definito le accuse formulate da Orlov "infondate e ridicole".
Kadyrov ha intentato una causa contro Orlov e il Memorial Human Rights Center per la tutela dell'onore, della dignità, della reputazione e il risarcimento dei danni morali. Il 6 ottobre 2009, il tribunale accolse parzialmente la richiesta di Kadyrov, multando Orlov di 20.000 rubli e Memorial di 50.000 rubli.

### Persecuzione sotto il governo di Putin ed esilio

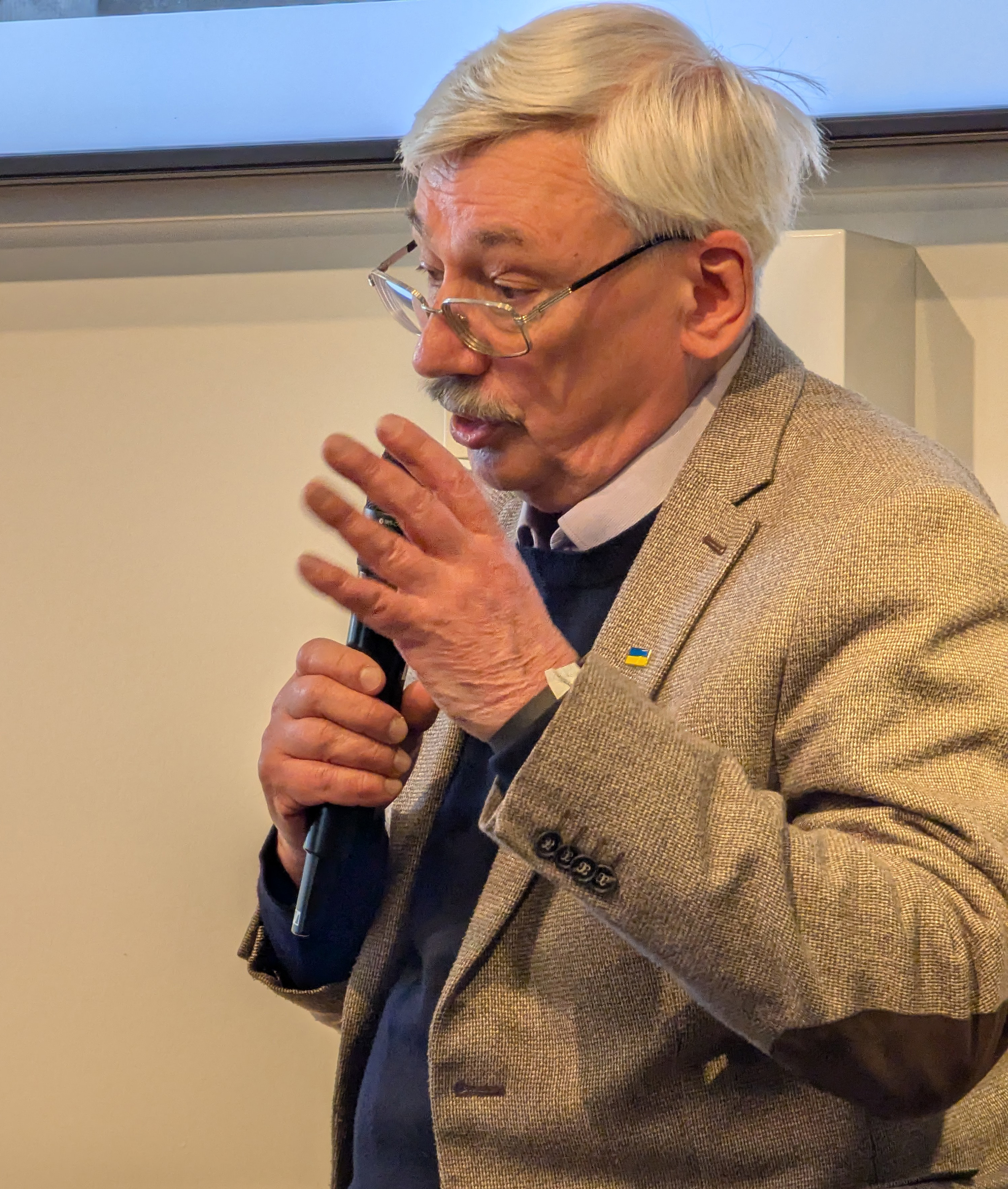
Orlov tiene un discorso in Germania (2025)

Il 10 aprile 2022 venne arrestato sulla piazza Rossa a Mosca per avere manifestato la sua opposizione all'invasione russa dell'Ucraina con un cartello con la scritta "La nostra indisponibilità a conoscere la verità e il nostro silenzio ci rendono complici dei crimini", e poi rilasciato con una multa. Prima del processo penale, Orlov è stato sanzionato amministrativamente due volte per i picchetti contro la guerra ai sensi dell'articolo sul discredito dell'esercito (articolo 20.3.3 del Codice Amministrativo Russo). È stato arrestato dalla polizia quattro volte, una insieme a Svetlana Gannuškina.
A seguito delle perquisizioni su larga scala nelle abitazioni dei dipendenti di "Memorial", e nei locali dell'organizzazione, relativo al caso di "riabilitazione dell'ideologia nazista" (come è conosciuta la legge censoria che vieta di discutere storicamente la grande guerra patriottica e la figura di Stalin), è stato rivelato che in quanto co-presidente del Centro "Memorial", Oleg Orlov era sotto inchiesta per aver "ripetutamente screditato l'esercito russo" (articolo 280.3 CC, Sezione 1) ai sensi della legge sulle "fake news militari" del marzo 2022.
Il 21 marzo 2023, intorno alle 7:02, i dipendenti del comitato investigativo della Russia e del Centro per la lotta all'estremismo (soprannominato Centro E), uno dei comandi generali del Ministero degli interni si è presentato alla residenza di Oleg Orlov con un mandato di perquisizione. Le perquisizioni relative al caso di "riabilitazione dell'ideologia nazista" (sezione "c", articolo 354.1 del Codice penale russo) sono state effettuate presso diversi indirizzi di dipendenti di Memorial e dei loro familiari, nonché in edifici in Karetny Ryad e Maliy Karetny Lane. Nella maggior parte dei casi, dopo le perquisizioni, gli individui sono stati condotti al dipartimento di polizia del distretto di Tverskoy e poi al dipartimento investigativo dell'area di Tverskoy del Comitato Investigativo della Russia.
Durante la perquisizione, le forze dell'ordine hanno sequestrato il portatile di Orlov, tre hard disk, alcune chiavette USB, adesivi "Memorial", un distintivo "No alla guerra!" e un libro intitolato "Russia - Cecenia: una catena di errori e fallimenti".
Il caso è stato avviato dall'investigatore capo della divisione investigativa del Comitato Investigativo Russo dell'area di Tverskoj, I. Savchenko.

#### L'articolo sul "fascismo russo"
Secondo la decisione dell'accusa, l'incriminazione è basata su un post su Facebook pubblicato il 14 novembre 2022. Si tratta di una traduzione russa dell'articolo intitolato Volevano il fascismo. L'hanno ottenuto, pubblicato da Orlov sul quotidiano francese Mediapart e che ha avuto risonanza internazionale. L'articolo fa riferimento all'invasione russa dell'Ucraina.
Orlov fece una citazione di apertura dall'Amleto di Shakespeare sulla propria pagina Facebook: "Ora si spezza un cuore nobile. Buonanotte, dolce principe: E voli d'angeli ti accompagnino al tuo riposo!"
Nell'articolo Orlov scrive che «le forze oscure che, dopo il crollo dell'impero sovietico, sognavano una rivincita totale e a poco a poco si impadronivano della Russia – quelle che mai si stancavano di soffocare la libertà di espressione, di reprimere la società civile e di annientare un sistema giudiziario indipendente – negli ultimi mesi hanno festeggiato la propria vittoria... Non auspicano il ritorno del sistema comunista, benché qualcuno di loro si dichiari favorevole. Apprezzano il sistema ibrido che si è instaurato in Russia negli ultimi vent’anni: per metà feudalesimo e per metà capitalismo di stato corrotto fino al midollo. Eppure, mancava ancora qualcosa... In breve, volevano il fascismo e l'hanno ottenuto» e che "il futuro del nostro paese si decide nei campi dell'Ucraina. Se le truppe russe vinceranno, il fascismo si radicherà definitivamente in Russia".
Orlov ed altri dal 2022 hanno spesso utilizzato il termine rascismo o ruscismo ("fascismo russo") per definire l'ideologia ultranazionalista del putinismo; la parola rascismo secondo il dissidente fu usata la prima volta durante la seconda guerra cecena, seppur l'appellativo "fascista" sia usato spesso dai putinisti per i loro avversari come insulto. Per la definizione di "fascismo", Orlov ha preso come base quella prodotta in maniera "ufficiale" dall'Accademia delle Scienze russa nel 1995 su richiesta dell'allora presidente Boris Eltsin.

#### Processo e condanna
Secondo la dichiarazione dell'inchiesta, Orlov "si trovava in un luogo non identificato" a Mosca e nella regione di Mosca e scrisse l'articolo perché "aveva l'intento criminale" di screditare le Forze Armate della Federazione Russa.
Come misura restrittiva l'investigatore Savchenko ha ordinato a Oleg Orlov di firmare un impegno a non andarsene dal territorio russo. Il termine della sua validità non è specificato. Precedemente Orlov aveva visitato l'Ucraina incontrando alcune vittime civili della guerra, nonché la Bielorussia per documentare gli abusi del regime di Aljaksandr Lukašėnka.
Il processo di primo grado per l'accusa di "screditamento ripetuto" si concluse nel 2023 con una sentenza sorprendentemente clemente rispetto agli standard russi dietro pagamento di una multa, nonostante l'accusa avesse chiesto che Orlov fosse sottoposto a una valutazione psichiatrica a causa del suo "eccessivo senso di giustizia, della sua ostentazione e della sua mancanza di autoconservazione".
Nel 2024 si tenne il processo d'appello dopo il ricorso della procura. All'udienza era accompagnato dal vincitore del Premio Nobel per la pace Dmitry Muratov, il quale ha affermato che Orlov è stato processato "per aver rispettato la Costituzione russa" la quale, ha sostenuto, garantisce la libertà di espressione. Orlov in tribunale ha letto un brano de Il processo di Franz Kafka e ha detto nella sua dichiarazione finale (l'arringa difensiva, in aggiunta a quella dell'avvocato, concessa agli imputati nel sistema giuridico russo): "Non mi dichiaro colpevole... Sono sotto processo per la mia opinione. A mio parere, l'invio di truppe in Ucraina mina la pace e la sicurezza internazionale e va contro gli interessi dei cittadini russi".
Il 2 febbraio 2024, il Ministero della Giustizia russo ha designato Orlov come "agente straniero", citando la sua opposizione alla guerra in Ucraina e accusandolo di aver diffuso "false informazioni" sulle azioni del governo a fini di "screditare i militari". Human Rights Watch ha affermato che la decisione di etichettare Orlov come agente straniero è stata una punizione per aver denunciato le violazioni dei diritti umani del Cremlino in Russia e Ucraina. Memorial era già stata dichiarata agente straniero nel 2016 e in seguito organizzazione indesiderabile (quindi sciolta sul territorio russo) nel 2021, pur continuando alcune attività e avendo spostato la sede principale in Germania.
Al processo farsa hanno testimoniato anche due veterani della seconda guerra mondiale che hanno accusato Orlov di essere corresponsabile della caduta dell'URSS. Il 27 febbraio 2024, il tribunale di Mosca ha dichiarato Oleg Orlov colpevole di aver "screditato" l'esercito russo, e l'ha nuovamente arrestato e portato in carcere. La condanna è stata di due anni e sei mesi in una colonia penale. Alla sua udienza finale hanno partecipato decine di persone.
Il 15 marzo 2024, Memorial ha annunciato che il quasi 71enne Oleg Orlov aveva ricevuto un modulo da firmare nel centro di detenzione, dove viveva con 10 uomini in una piccola cella, in cui avrebbe dovuto dichiarare la sua disponibilità a partecipare all'invasione russa dell'Ucraina. Non è ancora stato chiarito se ciò sia avvenuto come molestia personale o come parte di un generale tentativo di reclutamento dei detenuti in carcere.
Nella notte tra l'11 e il 12 aprile 2024, Oleg Orlov è stato trasferito dal Centro di Detenzione n. 5 "Vodnik" di Mosca al Centro di Detenzione n. 1 di Samara, e poi, il 17 aprile, trasferito nuovamente al Centro di detenzione n. 1 a Syzran, illegalmente secondo i suoi avvocati. I legali hanno fatto ricorso sul possibile trasferimento di Orlov in una colonia penale dopo il passaggio nel centro di transito; trasferire i prigionieri in una colonia prima che abbiano esaurito il loro diritto legale di appello è contro la legge, ha affermato l'avvocato Katerina Tertukhina, nonostante ciò venga spesso fatto. I prigionieri vengono trasportati in condizioni di quasi "tortura" in vagoni speciali stipati, secondo la pratica sovietica di deportazione, ha aggiunto Memorial: "a causa delle condizioni anguste, i prigionieri devono dormire a turno. È vietato usare i servizi igienici durante le lunghe soste nelle stazioni. Non c'è la possibilità di mangiare adeguatamente sul treno e spesso mancano acqua, aria fresca e luce." A causa dell'età avanzata e del trattamento nel centro detentivo, la salute di Orlov è stata dichiarata in pericolo. Orlov è inoltre in teoria inabile al lavoro per limiti di età e in una colonia penale sarebbe stato rinchiuso tutto il giorno ad ascoltare propaganda, mentre metà della sua pensione sarebbe stata sequestrata dal Servizio Penitenziario Federale.

#### Sostegno internazionale e liberazione
Tra le organizzazioni per i diritti umani che hanno espresso sostegno a Oleg Orlov figurano:
- Commissario per i diritti umani del Consiglio d'Europa[37]
- Ufficio dell'Alto Commissario delle Nazioni Unite per i diritti umani[38]
- Human Rights House Foundation[39]
- Front Line Defenders[40]
- Amnesty International[27]
- Federazione internazionale dei diritti umani[41]
- Gruppo di protezione dei diritti umani di Charkiv[42]
- Human Rights Watch[43]
- Freedom House[44]

Altre organizzazioni che hanno chiesto il rilascio di Orlov:
- Dipartimento di Stato degli Stati Uniti[45] (amministrazione Biden)
- Servizio europeo per l'azione esterna[46] (Unione europea)
- Associazione europea degli avvocati per la democrazia e i diritti umani nel mondo[47]

Anche il Carnegie Endowment for International Peace ha commentato le accuse contro Orlov definendole "una formulazione fantasiosa priva di fondamento giuridico".

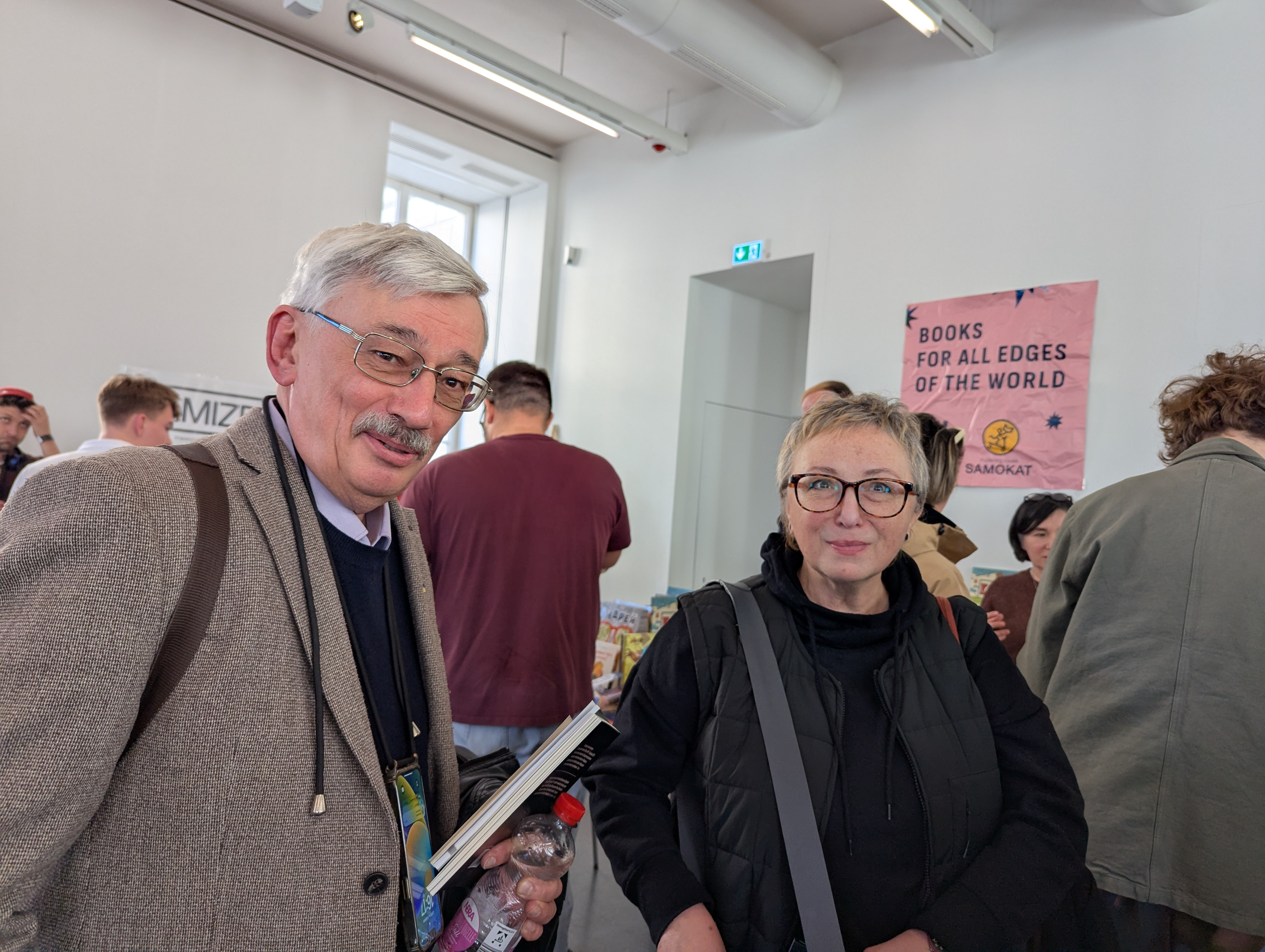
Orlov con Elena Fanailova alla Fiera del Libro di Berlino nel 2025

In seguito a pressioni internazionali e trattative, dopo un trasferimento ulteriore a Lefortovo (Mosca), Oleg Orlov è stato liberato all'aeroporto di Ankara in Turchia in uno scambio di prigionieri tra Stati Uniti e Germania con Russia e Bielorussia il 1° agosto 2024, con altri 15 detenuti politici. Lo scambio, il più grosso dai tempi della guerra fredda, includeva 26 prigionieri (16 dissidenti e detenuti in Russia e Bielorussia in cambio di 8 detenuti, perlopiù agenti segreti russi e un killer dei servizi segreti russi, prigionieri in Occidente). Tra i liberati con Orlov, i politici Vladimir Kara-Murza e Il'ja Jašin, la prigioniera di coscienza Aleksandra Skochilenko, le politiche collaboratrici di Aleksej Naval'nyj Lilija Čanyševa e Ksenia Fadeeva, i cittadini tedeschi Rico Krieger e Kevin Lick, e i tre cittadini statunitensi Evan Gershkovich, Alsu Kurmasheva e Paul Whelan.

### Attività successiva
Dal 2024 Orlov abita in Germania e viaggia per diffondere iniziative in favore dei diritti umani dei prigionieri politici e contro la guerra. In rappresentanza di Memorial, assieme agli altri rappresentanti degli insigniti del Premio Nobel per la Pace 2022 (il Centro per le libertà civili dell'Ucraina e il dissidente bielorusso incarcerato Ales' Bjaljacki di Viasna), fa parte della campagna umanitaria People First, sostenuta da più di quaranta associazioni ucraine, russe e internazionali, tra le quali Memorial Italia e la Federazione Italiana Diritti Umani - Comitato Italiano Helsinki, che richiede di inserire, nelle trattative di pace tra Russia e Ucraina, la richiesta di liberazione non solo dei rispettivi prigionieri di guerra ma anche di tutte le persone incarcerate o condannate per motivi politici o deportate dopo il 24 febbraio 2022 nei rispettivi paesi. Orlov ha denunciato pubblicamente, come già Dmitrij Muratov, il sistematico uso della tortura da parte della Federazione Russa contro i prigionieri di guerra ucraini e prigionieri politici ucraini civili, contro cui vengono anche aperti casi penali in spregio delle Convenzioni di Ginevra, e tutti i prigionieri politici russi condannati per supposto "terrorismo" spesso senza alcuna prova.

## Vita personale
Oleg Orlov è sposato con Tat'jana Kasatkina (nata il 25 giugno 1944). È un grande appassionato di pesca.

## Pubblicazioni
- Conditions in Detention in Chechen Republic Conflict Zone: Treatment of Detainees: a Report by Human Rights NGOs Observer Mission to the Zone of the Armed Conflict in Chechen Republic, con S. Sirotkin e Aleksandr Cherkasov, 1995
- Deceptive Justice: Situation on the Investigation on Crimes Against Civilians Committed by Members of the Federal Forces in the Chechen Republic During Military Operations 1999-2003, 2003

## Premi e onorificenze
- Premio Sakharov per la libertà di pensiero (2009)
- Premio Gruppo Helsinki di Mosca nella categoria "Per il contributo storico alla tutela dei diritti umani e al movimento per i diritti umani" (2012)
- Cittadinanza onoraria di Parigi (2024)